# Замойский, Ян Томаш
Ян Томаш Замойский, пол. Jan Tomasz Zamoyski (12 июня 1912, Клеменсов — 29 июля 2002, Варшава) — польский аристократ, последний ординат на Замостье (1939—1944), сенатор второго созыва сената Польши. Кавалер Ордена Белого Орла.

## Биография
Представитель польского дворянского рода Замойских герба «Елита». Старший сын Маврикия Клеменса Замойского (1871—1939), 15-го ордината Замойского, и Марии Розы Сапеги (1884—1969).
По образованию — экономист, учился в институте торговли и экономики в Нанси и Варшавской школе экономики.
В 1939—1944 годах — 16-й ординат на Замостье. Во время Второй Мировой войны служил солдатом в Армии Крайовы. Во время немецкой пацификации в районе Замойщины (южная часть Люблинского воеводства) Ян Томаш вместе с женой Розой спас из гитлеровского лагеря в Звежинца 460 7-8-летних детей, отобранных у матерей. Создал четыре госпиталя для 1500 больных детей.
В результате послевоенной земельной реформы Ян Томаш Замойский был лишен земельной собственности, затем в 1949 году осужден на 15 лет лишения свободы, пробыл в заключении восемь лет и был освобождён. Затем он работал около 20 лет на швейцарской авиакомпании «Swissair».
В 1990 году Ян Томаш Замойский вступил в должность президента Национально-Демократической партии, которую занимал до 1998 года. На парламентских выборах в 1991 году от национального избирательного блока был избран сенатором 2-го созыва в Замойском воеводстве, на первом заседании он занимал пост старшего маршалка. В Парламенте входил в Христианский национальный союз, работал в комиссии национальной экономики, комитете культуры, средстве массовой информации и образования.
На парламентских выборах в 1993 году Ян Томаш Замойский безуспешно баллотировался на переизбрание от Беспартийного блока Поддержки Реформ.

## Отличия и награды
В 1995 году в знак признания его выдающихся заслуг всего для Польши был награждён президентом Лехом Валенсой Орденом Белого Орла.
В 1996 году был удостоен звания Почётного Гражданина Замостья. Он является покровителем Гимназии № 2 в Замостье.

## Семья и дети
30 апреля 1938 года в Варшаве женился на графине Розе Жолтовской (3 июня 1913 — 15 октября 1976), дочери графа Анджея Пия Жолтовского (1881—1941) и Ванды Ядвиги Святополк-Четвертинской (1890—1979). Их дети:
- Эльжбета (род. 28 ноября 1939), муж с 1961 года Анджей Дашевский (род. 1936)
- Мария Роза (род. 30 января 1942), муж с 1970 года граф Эдвард Юзеф Понинский (род. 1940)
- Габриэла (род. 12 ноября 1945), муж с 1970 года Мартин Богуславский (род. 1937)
- Мартин (род. 30 октября 1947), жена с 1980 года Александра Сентек (род. 1950)
- Агнешка (род. 6 сентября 1960), муж с 1984 года Роберт Рожновский (род. 1956)